# IR Большой Медведицы
IR Большой Медведицы (лат. IR Ursae Majoris), HD 120771 — двойная звезда в созвездии Большой Медведицы на расстоянии приблизительно 1535 световых лет (около 471 парсека) от Солнца. Видимая звёздная величина звезды — от +7,7m до +7,48m.

## Характеристики
Первый компонент — красная пульсирующая медленная неправильная переменная звезда (LB) спектрального класса Ma.